# Secador rotativo
Secador rotativo é uma máquina agrícola que tem como função a secagem da biomassa para
que depois se consiga obter uma maior qualidade na produção de briquetes ou pellets.
Sua principal função é a redução da umidade, que fica entre 10 e 15%, já que seu valor calorífico é aumentado 2,5kWh/Kg.
.